# 롭 콘웨이

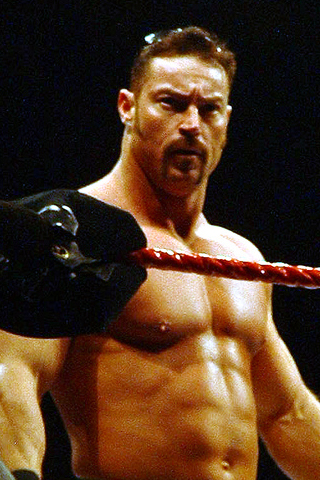
롭 콘웨이

롭 콘웨이(Rob Conway, 1974년 11월 28일 ~ )는 본명은 로베르트 토마스 롭 콘웨이(Robert Thomas "Rob" Conway)다. 미국의 프로레슬링선수다. 키는 187cm 몸무게는 100kg이다.